# Pareuchiloglanis sinensis
Pareuchiloglanis sinensis är en fiskart som först beskrevs av Hora och R.A. Silas 1952.  Pareuchiloglanis sinensis ingår i släktet Pareuchiloglanis och familjen Sisoridae. Inga underarter finns listade i Catalogue of Life.